# Cashton (Wisconsin)
Cashton es una villa ubicada en el condado de Monroe en el estado estadounidense de Wisconsin. En el Censo de 2010 tenía una población de 1.102 habitantes y una densidad poblacional de 322,09 personas por km².

## Geografía
Cashton se encuentra ubicada en las coordenadas 43°44′26″N 90°47′19″O / 43.74056, -90.78861. Según la Oficina del Censo de los Estados Unidos, Cashton tiene una superficie total de 3.42 km², de la cual 3.42 km² corresponden a tierra firme y (0%) 0 km² es agua.

## Demografía
Según el censo de 2010, había 1.102 personas residiendo en Cashton. La densidad de población era de 322,09 hab./km². De los 1.102 habitantes, Cashton estaba compuesto por el 95.46% blancos, el 0.91% eran afroamericanos, el 0% eran amerindios, el 0% eran asiáticos, el 0% eran isleños del Pacífico, el 2.9% eran de otras razas y el 0.73% pertenecían a dos o más razas. Del total de la población el 4.36% eran hispanos o latinos de cualquier raza.